# 三橋亜記
三橋 亜記（みつはし あき、1989年9月12日 - ）は、日本の女子フィールドホッケー選手。ポジションはFW。宮城県栗原市出身。ロンドン五輪ホッケー女子日本代表。

## 来歴
小学校の頃は6年間、父が指導していたサッカークラブに所属した。
栗原市立築館中学校入学後、フィールドホッケーを始める。元ホッケー男子日本代表の山田健一から指導を受け当初からスピードを生かしたFWして活躍、在学中にチームを全日本中学生選手権初優勝に導いている。
高校は宮城県築館高等学校に進学する。在学中に18歳以下の日本代表に選出されている。
2008年、強豪・山梨学院大学へ進学する。在学中にさくらジャパンに選出され、大学4年時には全日本大学王座決定戦で優勝した。
2012年、コカ・コーラウエストに入社、コカ・コーラウエストレッドスパークス（現：コカ・コーラレッドスパークス）に所属する。同年ロンドン五輪に出場するさくらジャパンに選出された。